# Найдук Йосип Михайлович
Йосип Михайлович Найдук (1934, с. Ліщава Горішня, Лемківщина, тепер Польща — 16 жовтня 2015, Україна) — український актор, композитор. Заслужений артист України (2008).

## Життєпис
Разом із родиною переселений в Тернопільську область.
Закінчив Київське музичне училище (1963) та Київський державний інститут театрального мистецтва ім. І. Карпенка-Карого (1970).
1970—1980 — актор Тернопільського обласного драмтеатру ім. Т. Шевченка.
Актор Київської кіностудії ім. О. Довженка з 1970, знявся в багатьох фільмах, брав участь у різних театральних та музичних постановках, як глядач був присутній у залі в телепередачі «Свобода слова», писав музику до пісень.
Член Національної Спілки кінематографістів України.
Був одружений. Діти: Леся (нар. 1959), Володимир (нар. 1966).

## Ролі в театрі
- «Велика гармонія» (постановка музично-поетичної елегії Василя Неволова). Постановник — Володимир Лукашев, режисер і виконавець головної ролі Андрій Бурлуцький.[5]

## Фільмографія
Знімався у фільмах:
- «Дума про Британку» (1970),
- «Родина Коцюбинських» (1971),
- «Випадкова адреса» (1971),
- «Дума про Ковпака» (1976, в фільмі «Карпати-Карпати…»),
- «Шлях до Софії» (1977, т/ф, 5 а),
- «Ярослав Мудрий» (1981),
- «Вир» (1983, Гаврило),
- «Таємниця корабельного годинника» (1983, Ковальчук),
- «В лісах під Ковелем» (1984),
- «Женихи» (1985, Никодим),
- «Пароль знали двоє» (1985),
- «Камінна душа» (1988),
- «Гори димлять» (1989)
- «Небилиці про Івана» (1989),
- «Мелодрама із замахом на вбивство» (1992),
- «Чотири листи фанери» (1992),
- «Іван та кобила» (1992),
- «Злочин з багатьма невідомими» (1993),
- «Острів любові» (1995—1996; фільми 1, 9),
- «Український Соломон або козацька правда і закон» (1995; фільм з циклу «Невідома Україна. Як судились колись в Україні. Етюди з історії права»)[7]
- «Кайдашева сім'я» (1996),
- «Час збирати каміння» (1996, фільм 5-й),
- «Розстріляне весілля» (1996),
- «Наречена»[8] (1996),
- «Пристрасть» (1998)
- «Чорна рада» (2000),
- «Тарас Шевченко. Заповіт» (2000),
- «Золота лихоманка» (2002)
- «Стукіт серця»[9] (2004)
- 2004 — «Залізна сотня»
- 2004 — Сорочинський ярмарок — пан
- «Богдан Зиновій Хмельницький» (2008),
- Іванишина Л. «Таємничий острів» (2008, доглядач цвинтаря)[10],[11]
- «Владика Андрей» (2008)[12]
- «Параджанов» (2013)
- «Жар» (2013)